# Karol Wiktor Zawodziński
Karol Wiktor Zawodziński ps. Karol de Johne, Jachtsmen (ur. 1 czerwca 1890 w Warszawie, zm. 14 grudnia 1949 w Toruniu) – polski krytyk literacki, teoretyk i historyk sztuki.

## Życiorys
Był synem Kazimierza Zawodzińskiego i Stefanii z Junosza-Piotrowskich. Po ukończeniu w 1908 warszawskiego gimnazjum gen. Pawła Chrzanowskiego studiował filologię rzymską na Uniwersytecie w Petersburgu, naukę ukończył w 1913. W 1914 wstąpił do Legionów Polskich, po aresztowaniu był internowany w obozie w Szczypiornie.
Od 1918 do 1932 był rotmistrzem Wojska Polskiego, równolegle od 1921 był wziętym krytykiem literackim, który swoje felietony ogłaszał drukiem w „Przeglądzie Warszawskim” używając pseudonimu Karol de Johne. Na łamach tego czasopisma publikował również wiersze, które ukazały się również w zbiorze „Descour”. Współpracował również ze „Słowem Wileńskim”, „Narodem”, „Banderą Polską”, „Głosem Robotniczym”, „Wiadomościami Literackimi” i „Przeglądem Współczesnym”. Od 1933 przez rok wykładał literaturę słowiańską na Uniwersytecie w Brukseli.
W 1946 został wykładowcą historii literatury słowiańskiej na Uniwersytecie Mikołaja Kopernika, publikował w Arkonie. Ponadto Karol Wiktor Zawodziński zajmował się wersologią, dzieło pt. Zarys wersyfikacji polskiej ukazało się w dwóch tomach (pierwszy w 1936, drugi w 1952). Poruszał również tematykę żeglarstwa i marynistyki używając pseudonimu „Jachtsmen”.
Zmarł w Toruniu i tam został pochowany. Pochówek symboliczny znajduje się na cmentarzu Powązkowskim w Warszawie (kwatera 64-3-23).

## Ordery i odznaczenia
- Krzyż Niepodległości (6 czerwca 1931)[2]
- Krzyż Walecznych
- Medal Pamiątkowy za Wojnę 1918–1921
- Złoty Wawrzyn Akademicki (5 listopada 1938)[3]
- Medal Dziesięciolecia Odzyskanej Niepodległości

## Twórczość
- Teodor Tiutczew (1926);
- Maria Dąbrowska. Historyczno-literackie znaczenie jej twórczości (1933)
- Zarys wersyfikacji polskiej tom I (1936)[4]
- Blaski i nędze realizmu powieściowego w latach ostatnich (1937)[5]
- Liryka polska w dobie jej kryzysu (1939)
- Stulecie trójcy powieściopisarzy (1947)[6]

Opublikowane po śmierci Karola Wiktora Zawodzińskiego
- Studia z wersyfikacji polskiej tom II (1954)
- Opowieści o powieści (1963)
- Wśród poetów (1964)